# Merkur (Schiff, 1903)
Merkur war der Name eines Fahrgastschiffs, das zuletzt in Berlin fuhr.

## Geschichte
Das Schiff wurde in Delfzijl gebaut und hieß zunächst Prins Hendrik. In den 1920er-Jahren fuhr es für die Fürstenberger Reederei H. Palm, dann kam das Dampfschiff nach Breslau, wo es sich als Schlepper aber nicht sonderlich bewährte. Die nächste Station des Schiffes war Tilsit. Auf der Memel wurde das Schiff wieder im Personenverkehr genutzt. Als Flüchtlingsschiff kam der Dampfer am Ende des Zweiten Weltkrieges in den Westen. Danach sollte er in Hamburg zum Motorschlepper umgebaut werden, wurde jedoch, als Kessel und Maschine schon ausgebaut worden waren, von Alfred Schmolke gekauft und 1952/53 bei Wiese in Spandau zum Fahrgastschiff mit Dieselantrieb umgestaltet.
Schmolke, der auf der Oder Frachtschifffahrt betrieben hatte, hatte 1946 seinen Schleppzug abgeben müssen und war auf dem ehemaligen Stern-Dampfer Dahme nach Berlin gelangt, wo er mit den im Krieg versenkten und 1946/47 gehobenen Schiffen Falke und Möwe an der Jannowitzbrücke einen Fahrgastschiffsbetrieb begonnen hatte. Doch diesen musste er 1949 aufgeben und siedelte daraufhin nach Westberlin über. Dort machte seine Reederei Schmolke & Söhne mit der Merkur einen neuen Anfang. Die eingesessenen Unternehmen reagierten nicht allzu erfreut auf diese Konkurrenz, zumal in den ersten Monaten des Jahres 1953 zahlreiche Schiffe aus der DDR nach Westberlin kamen. Als im Frühjahr 1953 unter anderen auch die Reederei Winkler mit der Deutschland in den Westen übersiedelte, nahmen die Widerstände ein Ausmaß an, das den Senator für Verkehr und Betriebe zum Eingreifen zwang. 1958 legte sich die Reederei mit der Amor ein zweites Schiff zu, das ebenfalls bei Wiese umgebaut wurde.
Die Merkur war im Jahr 1968 für die Beförderung von 150 Personen zugelassen, die Amor für 350. 1975 hingegen durfte die Merkur laut Günter Benja 200 Fahrgäste befördern, die Amor aber nur noch 300.
25 Jahre lang war Merkur auf Havel und Unterspree unterwegs gewesen, ehe am 29. Mai 1978 in der Nähe der Freybrücke ein Feuer in ihrem Maschinenraum ausbrach. Zwar blieben die Fahrgäste unverletzt, aber die gesamte Inneneinrichtung des Schiffes fiel diesem Feuer zum Opfer, und weil auch ein Bodenventil beschädigt worden war, sank der Bug der Merkur nach Beendigung der Löscharbeiten. Das Schiff wurde zwar gehoben und abgedichtet, aber laut Kurt Groggert nach diesem Unglück nicht wieder ausgebaut.